# Fabiana (documentário)
Fabiana é um documentário brasileiro de gênero road movie dirigido, produzido e roteirizado por Brunna Laboissière. O longa-metragem retrata a vida de Fabiana Camila Ferreira, mulher trans, lésbica e caminhoneira, na sua última viagem, antes de se aposentar, após 30 anos de estrada. O filme estreou no dia 10 de junho de 2018 no Olhar de Cinema, Curitiba International Film Festival. Tendo sido selecionado para diversos festivais nacionais e internacionais, dentre eles  Festival de Rotterdam em 2019 (Bright Future Competition), IndieLisboa em Portugal, Mostra Internacional de Cinema de São Paulo e para o 51º Festival de Brasília.

## Sinopse
Fabiana, mulher trans goiana, viveu como uma nômade caminhoneira por todo o Brasil durante mais de trinta anos. Porém, a aposentadoria se aproxima e ela deverá deixar para trás suas aventuras na estrada.

## Produção
O filme foi produzido durante o ano de 2017 com locações em diversos estados brasileiros: Goiás, Tocantins, Pará, Bahia, Pernambuco, Ceará, Rio Grande do Norte, Minas Gerais, Rio de Janeiro, São Paulo.

## Plataformas Digitais
Fabiana foi lançado comercialmente no Brasil no dia 23 de outubro de 2020 nas plataformas digitais on demand.

## Críticas

#### Nacional
Fabiana recebeu muitos destaques na mídia especializada. Taiani Mendes, do website AdoroCinema, atribuiu ao filme uma nota 3,5 de 5 e afirmou: "Cativante já à primeira vista, o que conta muitos pontos para o engajamento do espectador no documentário, Fabiana admira o voo dos aviões e teme a profundidade das águas, presa ao chão das inseguranças de amor e futuro que nada têm de incomum. Uma grande personagem". Rafael Carvalho, em crítica veiculada no portal de notícias UOL, destaca: "(...) o traço da observação do cotidiano – uma proposição inicial do filme pela forma de cinema-verdade com que o documentário se coloca diante daquela personagem – se amplia para um jogo constante de busca por uma realização afetiva que Fabiana parece perseguir, meio que ao sabor do tempo e das constantes viagens". Bárbara Bergamaschi, da Revista Beira apontou que o arco narrativo se constrói de forma orgânica e que "Como nas culturas orais populares, Fabiana é uma história que se funda no encontro, no acaso e no processo de escuta e troca com o outro".

#### Internacional
No site espanhol Desistfilm, Mônica Delgado afirma "Brunna Laboissière também ocupa um papel além de diretora e torna-se confidente e amiga da protagonista (...) essa amizade que se percebe como próxima e que permite a Fabiana se despir e ser ela mesma diante das câmeras, gerando uma relação de cumplicidade". Da mesma forma, Francisco Carbone, do site Cineplayers, elogia a diretora Brunna Laboissière e afirma "Imbuída de características multifacetadas que a própria personagem já dá, a realizadora arma seu longa com refinamento e novidade, e não contente com o tanto que pode entregar, ainda consegue promover uma espécie de 'plot twist', que muito mais do que espantar ou surpreender, literalmente absorve mais humanidade e camadas a um ser humano que não para de fornecer novas e mais arriscadas discussões, tanto ligadas ao cinema quanto ao que intrinsecamente profundo tem em si".